# 南京信息工程大学
南京信息工程大学（英語：Nanjing University of Information Science & Technology，缩写作 NUIST），前身为南京气象学院，始建于1960年，于2004年更名为南京信息工程大学，是由江苏省人民政府、中华人民共和国教育部和中国气象局三方共建，以及由江苏省人民政府和国家海洋局共建的以大气科学、环境科学和信息科学与技术等学科为特色，理、工、商为主，兼有其他学科门类的多科性省属重点大学，享有“中国气象人才摇篮”之美誉。

## 学校简介

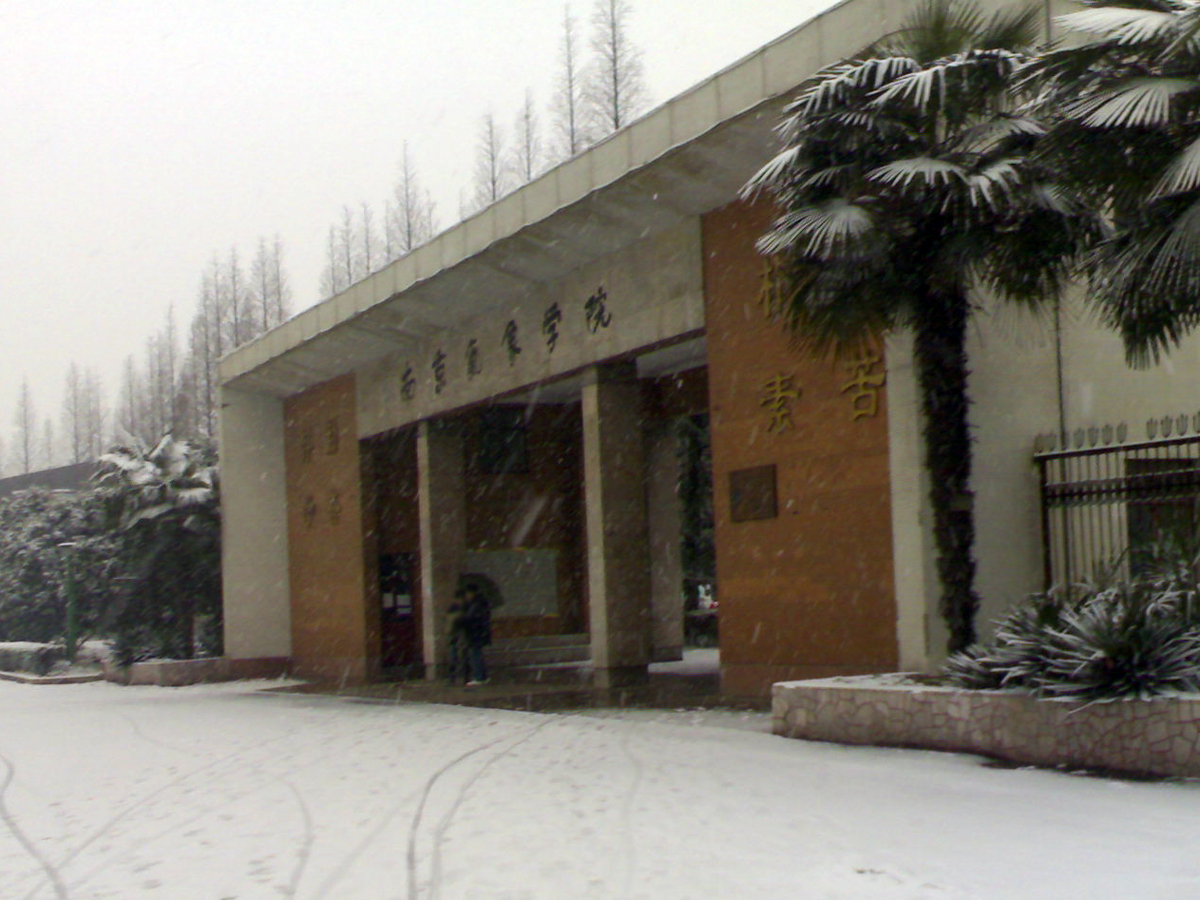
南京气象学院旧门

学校现有全日制在校生近20000人，教职员工1300多人，教授、副教授263人，中科院院士2人、海外院士10人、教育部人才支持计划特聘教授1人、国家杰青7人、国家海外引才计划特聘专家13人、万人计划领军人才2人、国家重点研发计划项目首席科学家11人、百千万人才工程4人、优青等“四青”人才18人。现有大气科学学院、应用气象学院等16个院（部）以及45个科研机构和1个国际教育培训中心。学校以本科教育为主，建立了从博士后、博士研究生、硕士研究生到本科生培养完整的教育体系。现有国家级重点学科1个、国家级重点学科培育建设点1个，省部级重点学科5个、江苏省品牌建设专业1个、江苏省特色建设专业2个，设有14个博士点、24个硕士点、47个普通本科专业，覆盖理、工、管、文、经、法、农七大门类。大气科学专业的学术水平位居全国前列，在国际上具有一定影响。现有江苏省气象灾害重点实验室（国家重点实验室培育建设点）、南京中美合作遥感实验室、气象台、信息安全实验室、信号与信息处理实验室、地理空间信息系统实验中心等基础和专业实验室42个。有省级产学研基地1个，校内外挂牌教学实践基地115个。图书馆馆藏纸质文献135万册，是国内图书馆中大气科学类文献最齐全的图书馆之一。 学校现占地2189亩，各类校舍总建筑面积60万平方米。

## 历史
南京信息工程大学起源于1923年竺可桢在国立东南大学创办的气象系，1960年中国气象局和南京大学合作，以南京大学气象系为基础成立“南京大学气象学院”，后于1963年5月改名为“南京气象学院”；1978年被列为中国全国重点高校，同年被批准招收硕士研究生，1993年获得博士学位授予权，同年经联合国世界气象组织批准，学校正式成立“世界气象组织区域气象培训中心”。1995年被批准招收港澳台和外国留学生。1999年3月，设立大气科学博士后流动站。1999年，北京气象学院并入南京气象学院，2003年4月成立北京分部。2000年学校由原隶属中国气象局管理划转为江苏省管理。2004年5月经江苏省政府、教育部批准更名为南京信息工程大学。
2021年1月25日，经中华人民共和国教育部批准，原由南京信息工程大学管理的独立学院南京信息工程大学滨江学院脱离该校管理，转设为公办普通高等学校无锡学院，由江苏省人民政府领导管理。

## 院系设置

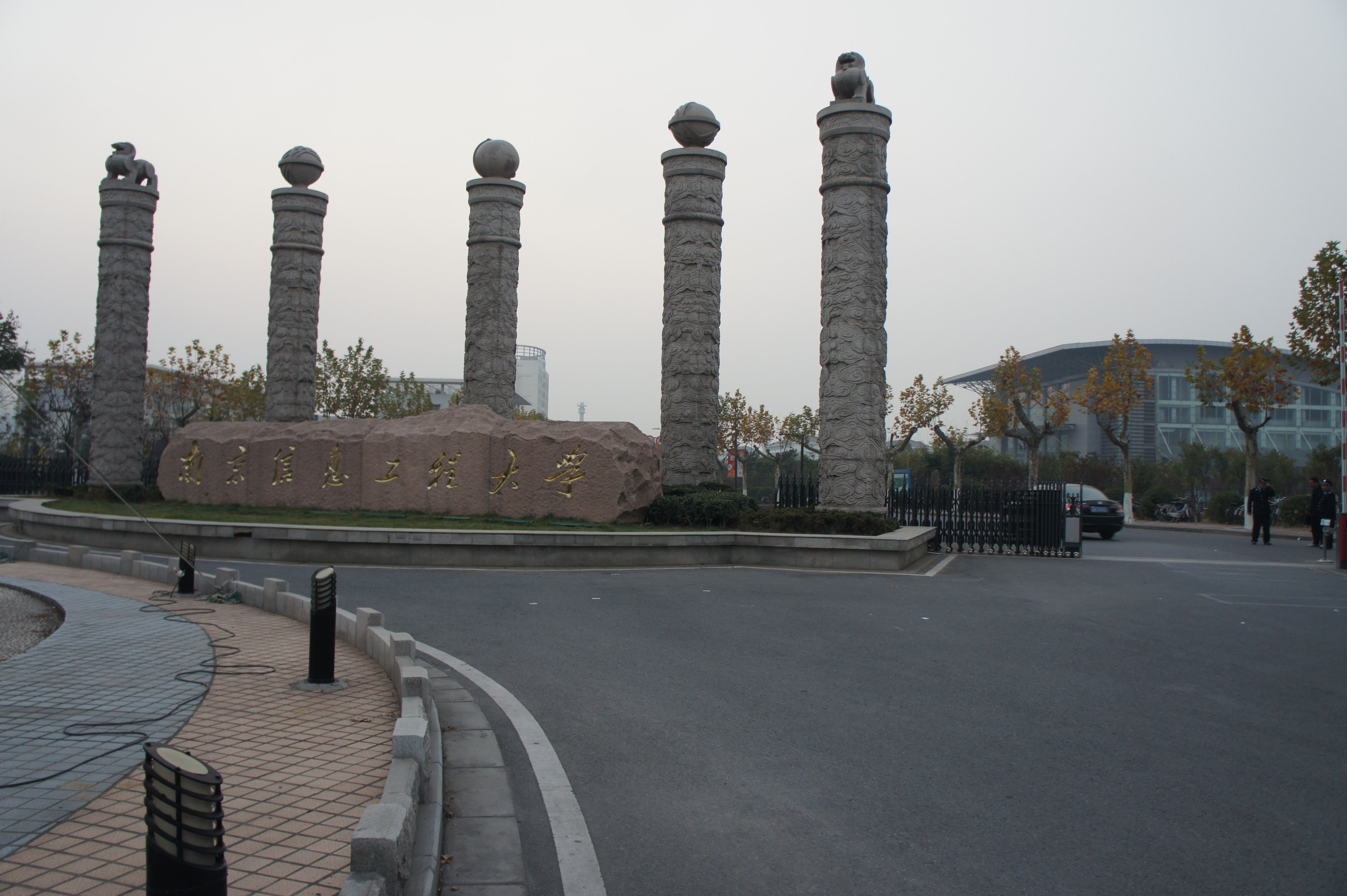
南京信息工程大学校门

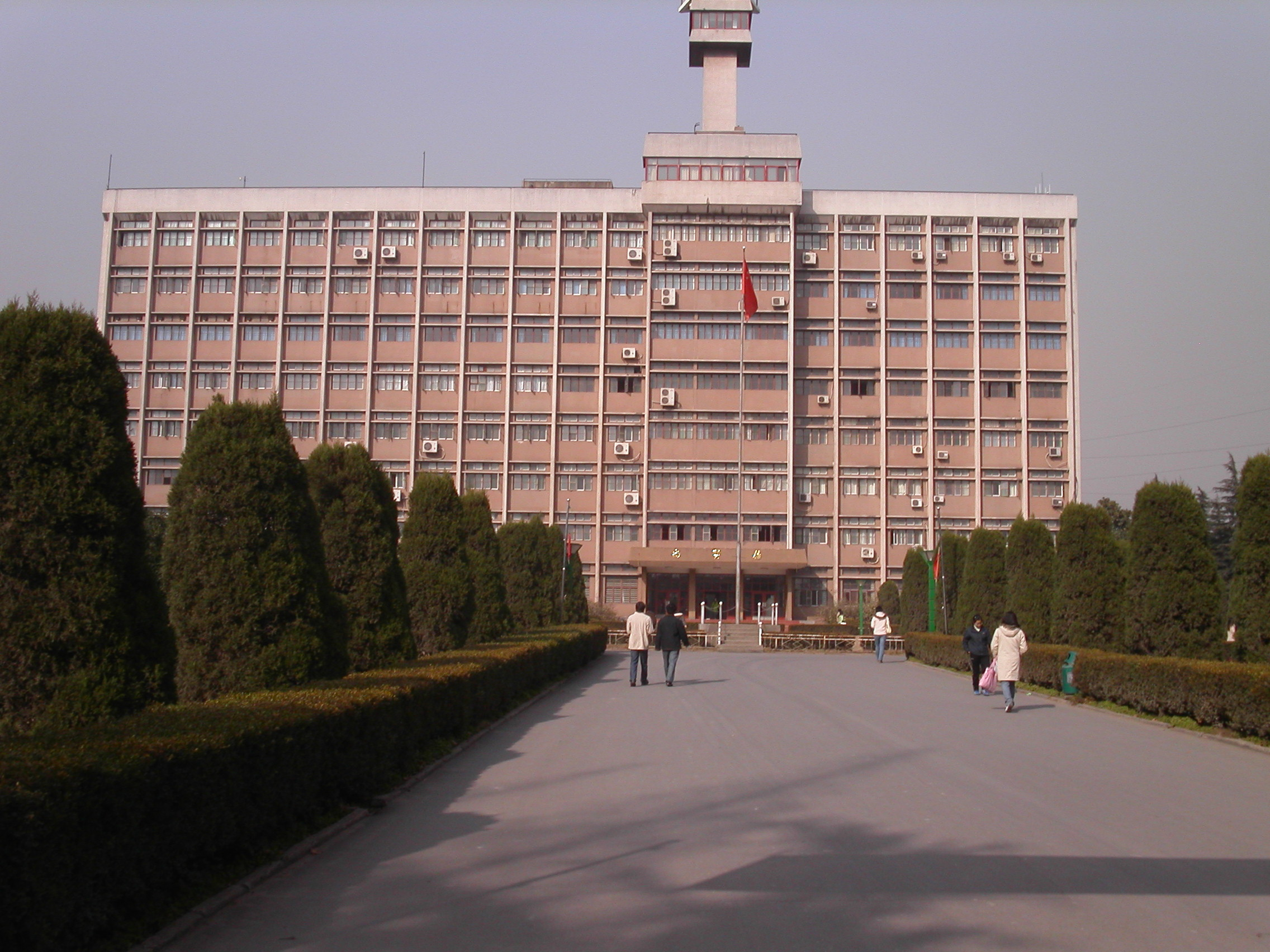
尚贤楼

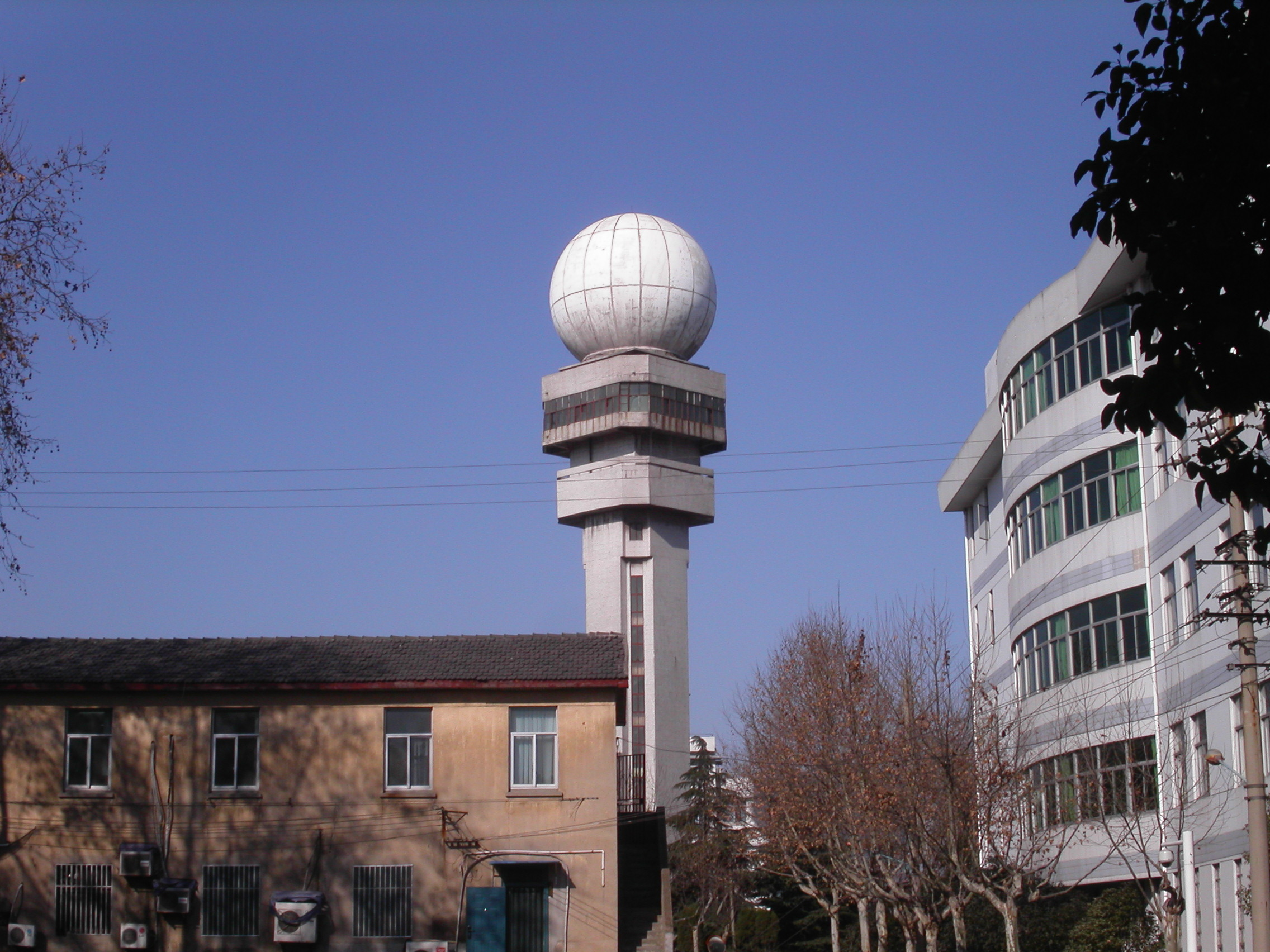

南京信息工程大学下设以下教学单位：
- 大气科学学院
- 生态与应用气象学院
- 大气物理学院
- 应急管理学院
- 地理科学学院
- 遥感与测绘工程学院
- 水文与水资源工程学院
- 海洋科学学院
- 环境科学与工程学院
- 自动化学院
- 电子与信息工程学院
- 计算机学院、网络空间安全学院
- 软件学院
- 数学与统计学院
- 物理与光电工程学院
- 集成电路学院
- 法学与公共管理学院
- 马克思主义学院
- 管理工程学院
- 商学院
- 文学院
- 艺术学院
- 大学体育部
- 继续教育学院
- 应用技术学院
- 雷丁学院
- 长望学院
- 教师教育学院
- 化学与材料学院
- 人工智能学院（未来技术学院）
- 龙山书院
- 人文与艺术教育中心
- 沃特福德学院

## 知名校友
- 郑国光：中国气象局局长
- 朱云来：中国国际金融有限公司CEO
- 颜宏：世界气象组织副秘书长
- 吴国雄：中国科学院院士
- 许健民：中国工程院院士
- 徐祥德：中国工程院院士
- 陈镜明：加拿大皇家科学院院士，长江学者奖励计划讲座教授
- 宋英杰：新闻联播天气预报主持人